# Marinovac
Marinovac (cyr. Мариновац) – wieś w Serbii, w okręgu zajeczarskim, w mieście Zaječar. W 2011 roku liczyła 209 mieszkańców.